# 방글라데시계 미국인
방글라데시계 미국인(벵골어: বাংলাদেশী মার্কিনী Bangladeshī Markinī)은 방글라데시 혈통 또는 기원을 가진 미국 시민이다. 방글라데시계 미국인은 대부분 벵골어를 구사하는 무슬림이다. 1970년대 초부터 방글라데시 이민자들이 상당수 미국으로 유입되어 미국에서 가장 빠르게 성장하는 민족 집단 중 하나가 되었다. 뉴욕시는 방글라데시계 미국인 인구의 3분의 2가 거주하고 있다. 한편, 패터슨, 애틀랜틱시티, 그리고 먼로 타운십, 미들섹스군, 뉴저지에도 주목할 만한 방글라데시인 커뮤니티가 있다.

## 역사
현재의 방글라데시 출신 이민자들은 적어도 제1차 세계 대전 이래로 영국령 인도의 동벵골에서 유입되어 미국에 거주하고 있다.
방글라데시 독립 이후 1971년부터 미국으로의 이민은 1970년대와 1980년대에 걸쳐 서서히 그러나 꾸준히 증가했다. 매년 10,000명 이상의 방글라데시인들이 미국으로 이주했다. 이주민 중 상당수는 도시 지역에 정착했다. 뉴욕시는 미국 내 방글라데시인 인구의 3분의 2가 거주하고 있다. 다른 도시로는 패터슨, 애틀랜틱시티, 먼로 타운십, 뉴저지; 버펄로 (뉴욕주); 워싱턴 D.C.; 로스앤젤레스; 보스턴; 시카고; 디트로이트 등이 있다.
뉴욕에서는 1980년대 초에 15,000명의 방글라데시인들이 거주하는 것으로 추정되었다. 1970년대 후반 동안 일부 방글라데시인들은 일자리를 찾아 뉴욕시에서 디트로이트와 애틀랜틱시티로 이주했다. 다른 무슬림계 미국인들의 주요 거주지에서 더 나은 일자리 기회와 저렴한 생활비를 찾아 이주했으나, 대부분은 이후 디트로이트에서 뉴욕과 뉴저지로 돌아와 새로운 공동체와 평화로운 삶을 시작하려 했다. 애틀랜틱시티에서는 방글라데시인들이 협회를 설립했고, 6월/7월과 8월에 두 개의 작은 멜라가 열린다.
로스앤젤레스 방글라데시 협회는 1971년에 설립되었고, 텍사스 방글라데시 협회에는 1997년에 500명의 회원이 있었다. 댈러스의 방글라데시 인구는 1997년에 5,000명으로, 바이샤키 멜라 행사를 개최하기에 충분한 규모였다.
바이샤키 멜라 행사는 뉴욕시; 패터슨 (뉴저지주); 애틀랜틱시티; 워싱턴 D.C.; 로스앤젤레스와 같은 주요 미국 도시에서 방글라데시 인구가 계속 증가함에 따라 개최되고 있다. 세 번째이자 가장 큰 이민 물결은 1990년대와 2000년대에 일어났다. 다문화 이민 비자 프로그램 덕분에 전문직 및 교육 기준은 적용되지 않았다. 대부분의 방글라데시 이민자들은 택시 운전이나 식당 보조와 같은 육체노동 직업을 가졌다.

## 인구 통계

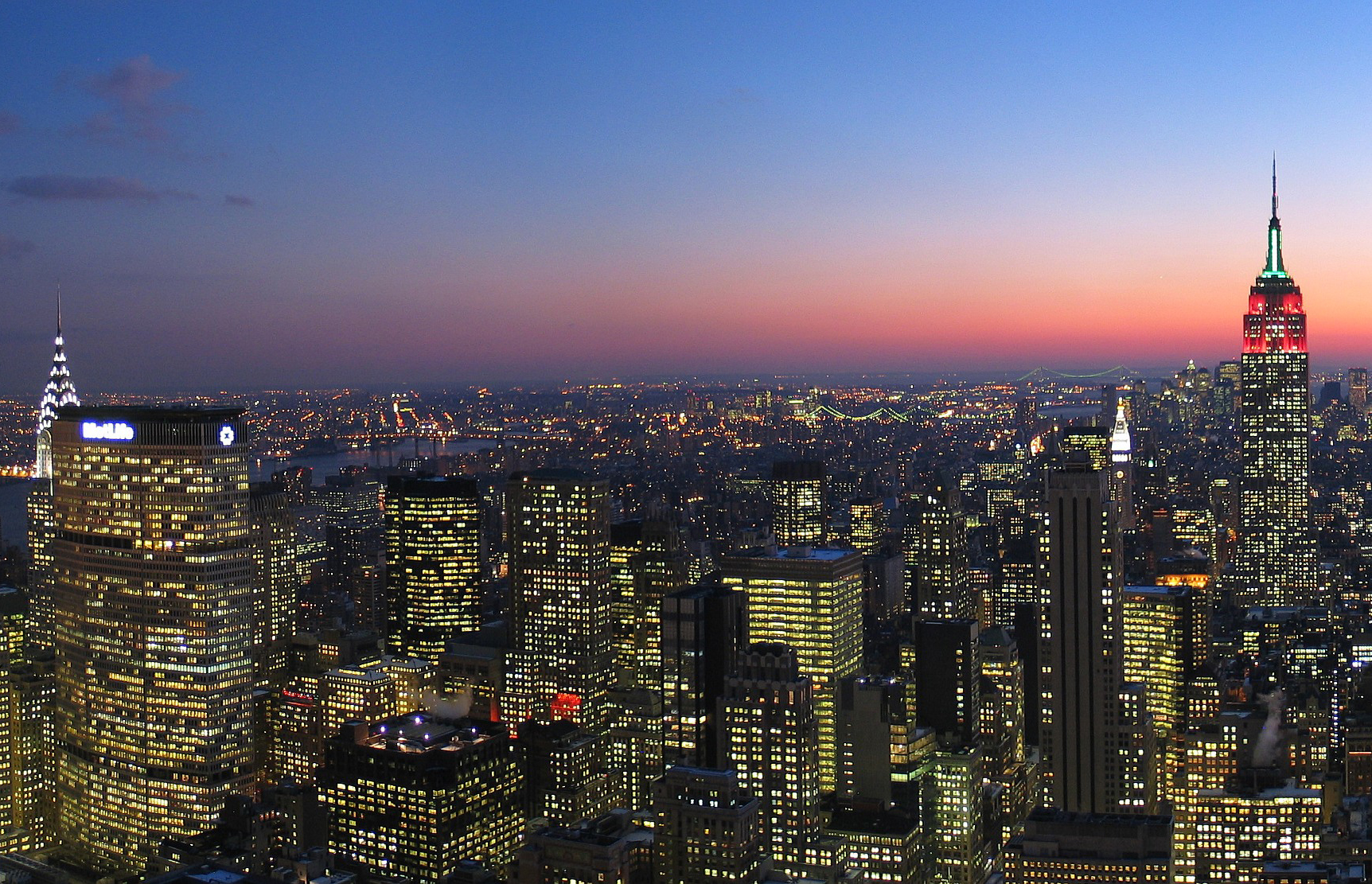
뉴욕시, 중부 뉴저지, 그리고 뉴욕의 롱아일랜드를 포함하는 뉴욕 도시권은 방글라데시계 미국인 인구가 가장 많이 거주하는 지역이다.

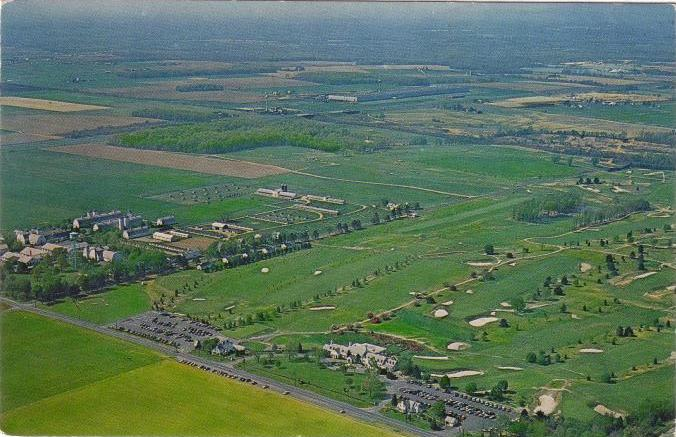
먼로 타운십, 미들섹스군, 뉴저지에 있는 2010년 교외 주택 단지의 항공 사진. 그 이후로 상당한 새 주택 건설이 이루어지면서 먼로 타운십은 점점 더 부유층이 거주하는 교외 지역이 되었으며, 서반구에서 방글라데시 인구가 가장 빠르게 증가하고 있는 이 타운십의 방글라데시 디아스포라가 추구하는 뉴욕시와의 근접성을 유지하고 있다.

### 인구별 주, 도시 및 대도시권
미국에는 272,338명의 방글라데시인이 있으며, 이 중 256,681명은 방글라데시계로 보고되었고 나머지는 혼혈로 보고되었다. 방글라데시계 미국인들은 주로 북동부, 중부 대서양, 오대호 지역의 대도시권, 특히 노동 계층 거주지 및 교외 지역에 집중되어 있다. 텍사스, 캘리포니아, 네바다와 같은 주에는 소규모 집중 지역이 있다.
방글라데시계 미국인 비율이 가장 높은 주는 다음과 같다.
| 주   | 방글라데시인 인구 |
| ---- | ----------------- |
| 뉴욕 | 109,986           |

방글라데시계 미국인 비율이 가장 높은 일부 지역은 다음과 같다.
| 지역                          | 방글라데시인 비율 |
| ----------------------------- | ----------------- |
| 햄트래믹, 미시간              | 57%               |
| 워런, 미시간                  | 15%               |
| 애틀랜틱시티, 뉴저지          | 10%               |
| 센터 라인, 미시간             | 10%               |
| 디트로이트, 미시간            | 4.4%              |
| 하이아츠빌, 메릴랜드          | 2.9%              |
| 세븐 코너스, 버지니아         | 2.7%              |
| 뉴욕, 뉴욕                    | 2.1%              |
| 패터슨, 뉴저지                | 1.7%              |
| 맨체스터, 코네티컷            | 1.6%              |
| 링코니아, 버지니아            | 1.37%             |
| 베일리스 크로스로즈, 버지니아 | 1.2%              |
| 그린벨트, 메릴랜드            | 1.05%             |
| 엘몬트, 뉴욕                  | 1%                |
| 워터베리, 코네티컷            | 0.8%              |
| 사우스 로렐, 메릴랜드         | 0.69%             |
| 알링턴, 버지니아              | 0.6%              |
| 페이엣빌, 아칸소              | 0.6%              |
| 어빙, 텍사스                  | 0.5%              |
| 리노, 네바다                  | 0.32%             |

방글라데시계 미국인 비율이 가장 높은 대도시권은 다음과 같다.
| 대도시권                                      | 방글라데시인 비율 | 주요 지역                                                                 |
| --------------------------------------------- | ----------------- | ------------------------------------------------------------------------- |
| 뉴욕, 뉴욕/뉴저지/코네티컷/펜실베이니아       | 2%                | 퀸스, 뉴욕; 패터슨, 뉴저지; 먼로 타운십, 미들섹스군, 뉴저지               |
| 디트로이트, 미시간                            | 0.92%             | 햄트래믹, 미시간; 워런, 미시간; 센터 라인, 미시간                         |
| 워싱턴, D.C./버지니아/메릴랜드/웨스트버지니아 | 0.55%             | 페어팩스 카운티, 버지니아; 알링턴, 버지니아; 프린스 조지 카운티, 메릴랜드 |
| 댈러스-포트워스, 텍사스                       | 0.35%             | 어빙, 텍사스                                                              |
| 버펄로, 뉴욕                                  | 0.27%             | 브로드웨이-필모어, 버펄로, 뉴욕                                           |
| 애틀랜타, 조지아                              | 0.18%             | 디캡 카운티, 조지아                                                       |
| 하트퍼드, 코네티컷                            | 0.17%             | 맨체스터, 코네티컷                                                        |
| 필라델피아, 펜실베이니아                      | 0.15%             | 노스이스트 필라델피아, 펜실베이니아                                       |

## 주요 커뮤니티

### 뉴욕시
뉴욕시는 미국에서 가장 큰 방글라데시인 커뮤니티가 있는 곳으로, 단연코 가장 많은 합법적인 영주권자 방글라데시 이민자 인구를 유치하고 있다. 이 도시의 방글라데시 출신 이민자 인구는 2011년까지 93,000명 이상을 기록하며 뉴욕시에서 가장 빠르게 성장하는 민족 중 하나가 되었다. 이 도시의 방글라데시인 커뮤니티는 잭슨 하이츠 (퀸스)에서 두드러진다. 74번가에는 잭슨 하이츠에 있는 대부분의 방글라데시 식료품점과 의류 매장이 있다. 방글라데시 플라자에서는 수많은 방글라데시 사업체와 문화 행사를 개최한다. 최근 잭슨 하이츠의 한 부분은 모든 종류의 시위와 운동을 위한 공개적인 장이 되었다. 우드사이드와 엘름허스트의 인접한 퀸스 지역도 방글라데시계 미국인들을 끌어들였다.
1960년대에 방글라데시계 미국인들은 맨해튼 식당가인 커리 로를 개발했다. 1970년대 이후 수천 명의 방글라데시인들이 다양성 비자 프로그램 복권을 통해 미국으로 합법적으로 이주할 수 있었다. 169번가와 힐사이드 애비뉴에 중심을 둔 자메이카 (퀸스)는 많은 방글라데시 식당과 식료품점으로 인해 인기를 끌게 되었다. Sagar Restaurant, Gharoa, Deshi Shaad, Kabir's Bakery 및 퀸스에 있는 다른 상점들은 뉴욕시 전역의 방글라데시 커뮤니티에 인기 있는 장소이다. 현재 가장 많은 방글라데시계 미국인들은 자메이카, 잭슨 하이츠, 홀리스, 브라이어우드 등 퀸스 지역에 거주한다. 방글라데시인 집단 거주지들은 파크체스터 (브롱크스), 오존 파크 (퀸스), 시티 라인 (브루클린)에도 생겨났다. 부유한 방글라데시인들은 많은 방글라데시 소유의 제약 회사들이 그곳에서 많은 방글라데시인들을 고용하기 때문에 주로 롱아일랜드로 이주했다. 그러나 비교적 적은 수의 방글라데시인들이 뉴욕시에서 버펄로 (뉴욕주) 및 햄트래믹 (미시간주)와 같은 도시로 이주했는데, 이는 주로 그곳의 저렴한 생활비 때문이다.

### 뉴욕 통계
- 1990년 인구 조사:
  - 총 인구: 10,000명 (뉴욕주 7,592명, 미국 전체 29,000명).[23]
  - 최고 집중 지역: 퀸스—2,567명, 브루클린—1,313명.[24]
  - 맨해튼에서 방글라데시인들은 6번가에 작은 거주지를 형성했다. 더 많은 수는 퀸스의 애스토리아 지역에 거주했다.[25]
- 2000년 인구 조사:
  - 총 인구: 28,269명
  - 최고 집중 지역: 퀸스—18,310명 (65%), 브루클린—6,243명 (22%), 브롱크스—2,442명 (9%), 맨해튼—1,204명 (4%), 스태튼아일랜드—70명 (0.2%)
  - 1970년부터 2000년까지의 인구 증가율: 471%
  - 외국 태생 인구: 83,967명 (100%)
  - 제한된 영어 능력: 14,840명 (60%)
  - 가구 중위 소득: $45,537
  - 빈곤층 인구: 10,500명
  - 빈곤층 비율: 40%
- 2010년 인구 조사:
  - 총 인구: 100,000명
  - 최고 집중 지역: 퀸스 (60%), 브루클린 (19%), 브롱크스 (17%), 맨해튼 (4%), 스태튼아일랜드 (0.4%)
  - 2000년부터 2010년까지의 인구 증가율:
  - 외국 태생 인구: 80%
  - 제한된 영어 능력: 78%
  - 가구 중위 소득: $36,741
  - 빈곤층 비율: 32%[26]

뉴욕시의 방글라데시인 거주 지역에는 자메이카, 자메이카 힐스, 브라이어우드, 잭슨 하이츠, 우드사이드, 엘름허스트, 홀리스, 퀸스 빌리지, 헌터스 포인트, 롱아일랜드 시티, 이스트 할렘, 베이사이드, 힐크레스트, 웨스트 매스페스, 애스토리아 (퀸스); 켄싱턴 및 시티 라인 (브루클린); 그리고 파크체스터 및 캐슬 힐 (브롱크스)이 포함된다. 더 작은 리틀 방글라데시 공동체는 필라델피아, 워싱턴 D.C., 디트로이트, 로스앤젤레스에서 찾을 수 있다.

### 패터슨, 뉴저지

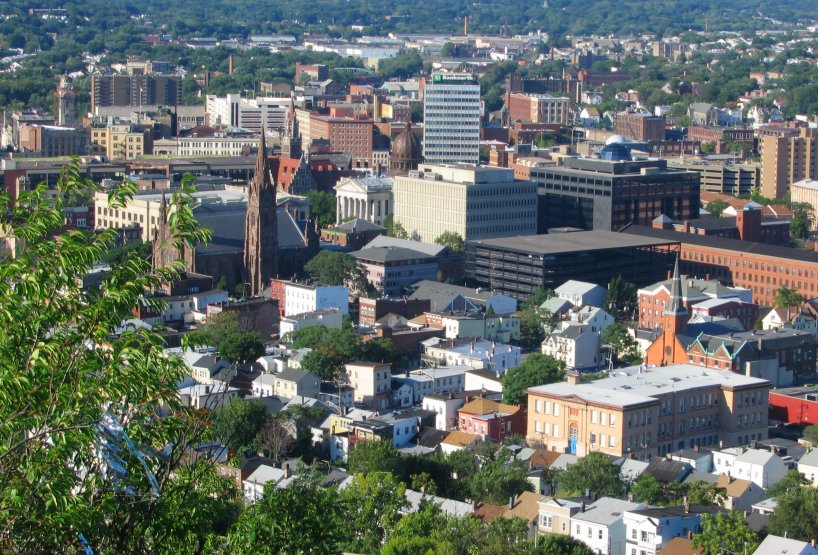
뉴욕 도시권 내 패터슨, 뉴저지는 뉴욕시 다음으로 두 번째로 큰 방글라데시계 미국인 인구를 보유하고 있다.

뉴욕 도시권에 위치한 뉴저지주 패터슨에는 상당하고 성장하는 방글라데시계 미국인 공동체가 있다. 패터슨 유니언 애비뉴 및 인근 거리의 신흥 리틀 방글라데시에는 많은 방글라데시 식료품점과 의류 매장이 운영되고 있으며, 방글라데시 최대 국영 금융기관인 소날리 은행의 자회사 지점도 있다. 알-페르도스 모스크도 유니언 애비뉴에 위치해 있다. 모하메드 악타루자만은 2012년 제2지구 시의회 선거에서 최종적으로 승리자로 인증되어 북부 뉴저지 최초의 방글라데시계 미국인 선출직 공무원이 되었다. 현재 제2지구 의원은 방글라데시인 샤힌 칼리크로, 그는 2016년과 2020년에 악타루자만을 이겼다. 칼리크는 패터슨의 벵골 커뮤니티의 성장과 발전을 크게 촉진했다.
2014년 10월 11일, 패터슨 웨스트 사이드 공원에서 쇼히드 미나르 기념비 기공식이 거행되었다. 이 기념비는 1952년 파키스탄에서 방글라데시인들의 모국어인 벵골어(বাংলা) 사용 금지에 항의하다 살해된 이들을 기리는 것이다. 이 기념비는 패터슨 프로젝트를 진행하는 방글라데시 문화 단체인 월드 글램 조직에 따르면 방글라데시의 유사한 기념비들을 본떠 만들어졌다. 쇼히드 미나르 기념비는 2015년에 완공되어 공개되었다. 이 프로젝트는 더 레코드에 보도된 바와 같이 패터슨의 성장하는 방글라데시인 공동체의 영향력이 증가하고 있음을 반영한다.

## 공동체 및 경제 문제

### 1인당 소득
2014년 팩트파인더 인구조사에 따르면, 미국인의 1인당 소득을 민족 집단별로 나눴을 때 방글라데시계 미국인의 1인당 소득은 18,027달러에 불과했으며, 이는 미국 평균인 25,825달러보다 낮은 수치였다.

### 가구 중위 소득
2015년 방글라데시계 미국인의 추정 가구 중위 소득은 49,800달러였으며, 이는 미국 전체 중위 소득인 53,600달러보다 낮았다.
2019년 방글라데시계 미국인의 가구 중위 소득은 59,500달러였다.

### 빈곤
2013년 NPR에서 경제정책연구소 회원 겸 '모델 소수자 신화(The Myth of the Model Minority)' 책의 공동 저자이자 사회학 교수인 로잘린드 추와의 토론에서, 한 참석자는 "특정 민족 집단으로 나누어 보면 몽족과 방글라데시인들은 아프리카계 미국인의 빈곤율과 맞먹는 빈곤율을 보인다"고 언급했다.

## 교육
2000년 미국 인구 조사에서 방글라데시계 출신이라고 보고한 사람은 57,412명이었다. 2015년에 미국 내 방글라데시 인구 중 16%가 최소 학사 학위를 소지하고 있다고 보고되었다. 25세 이상 방글라데시인 중 거의 22%가 최소 학사 학위를 취득했으며, 이는 미국 인구의 25% 미만과 비교된다.

## 정치
방글라데시계 미국인들은 민주당을 강력히 지지한다. 공화당 대통령 리처드 닉슨이 방글라데시의 독립 투쟁 당시 파키스탄을 지지한 것이 방글라데시인들을 민주당으로 기울게 한 부분적인 원인이 되었다. 2012년 미국 대통령 선거에서 방글라데시계 미국인의 96%는 버락 오바마를 재선하기 위해 투표했다. 2016년 미국 대통령 선거에서는 방글라데시계 미국인의 90%가 힐러리 클린턴에게 투표했다. 2020년 미국 대통령 선거에서는 방글라데시계 미국인의 91%가 조 바이든에게 투표했다.
최근 수십 년 동안 방글라데시계 미국인 공동체는 지역 및 전국 정치에서 더욱 활발해졌으며, 많은 방글라데시계 미국인들이 공직에 출마하거나 비슷한 목표를 공유하는 지역 사회 내외부의 사람들을 더 잘 대표하기 위해 정치 조직을 결성하고 있다.

## 문화
방글라데시계 미국인들은 의학, 공학, 비즈니스, 금융 및 정보 기술 분야에서 높은 인지도를 가지고 있다. 방글라데시계 미국인들은 미국의 여러 방글라데시 시장과 상점을 통해 벵골 요리를 소개했다. 가장 큰 규모의 시장과 상점은 뉴욕시; 패터슨, 뉴저지; 중부 뉴저지; 워싱턴 D.C.; 애틀랜틱시티, 뉴저지; 로스앤젤레스, 캘리포니아에 있다.

### 언어
방글라데시계 미국인들은 종종 벵골어와 같은 모국어, 실렛어 (방글라데시 실렛주에서 널리 사용), 치타공어 (방글라데시 치타공구 및 콕스바자르구에서 널리 사용)를 유지하며 모국어를 보존하기 위한 많은 프로그램을 운영한다. 또한 벵골어의 지역 방언, 예를 들어 노아칼리어 (방글라데시 노아칼리구에서 널리 사용)와 같은 다양한 지역의 다른 방언들도 많이 사용한다.

### 종교
튀르크족과 뒤이은 영국 제국에 의한 남아시아 식민지화 이전에, 벵골 지역 마을의 민간신앙은 힌두교, 불교, 이슬람교의 요소를 다양한 정도로 포함하고 있었다. 근대로 접어들면서 벵골인 가족들은 점차 단일 종교 공동체로 귀속되기 시작했다. 북미에 거주하는 방글라데시인들은 농촌 지역에서 종종 집에서 신앙생활을 하고, 라마단이나 두르가 푸자와 같은 공동체 명절 기간에 특별한 여행을 한다. 디트로이트와 뉴욕 같은 도시에서는 방글라데시 무슬림들이 지역 모스크에서 종교 활동에 참여한다. 방글라데시계 미국인들은 미국 주요 힌두 사원에서 지도자 역할을 맡기도 했다.

## 저명한 인물
알파벳순으로 나열된 저명한 인물 목록이다.

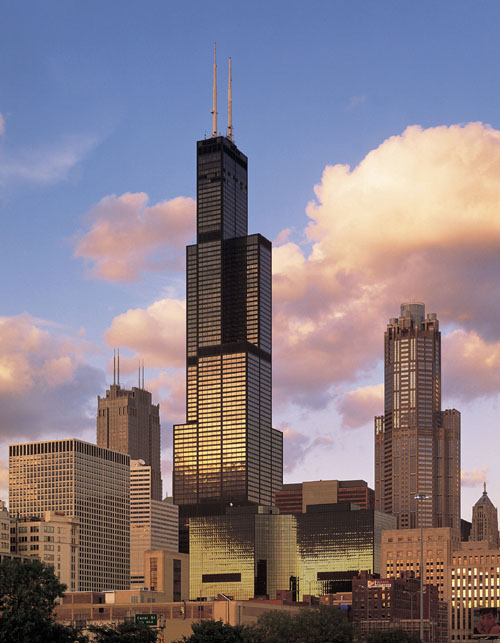
시어스 타워 (현 윌리스 타워)는 파줄루르 라흐만 칸이 설계했다. 이 건물은 20년 이상 세계에서 가장 높은 건물이었다.

- 아불 후삼 – 화학자, 소노 비소 필터 발명가
- 압두스 수타르 칸 – 화학자, 제트 연료 발명가
- 아니크 칸 – 래퍼
- 아리안나 압사르 – 전 미스 캘리포니아; 2011년 미스 아메리카 대회 톱 10 진출
- 아시프 아잠 시디키 – 우주 역사학자, 포덤 대학교 역사학과 조교수
- 바달 로이 – 타블라 연주자, 타악기 연주자, 녹음 예술가
- 바드룰 칸 – 현대 e-러닝의 창시자
- 파즐레 후세인 – 휴스턴 대학교 기계 공학 및 지구 과학 교수
- 파줄루르 라흐만 칸 – 현대 구조 공학의 선구자
- 피로즈 마흐무드 – 학제적 미디어 아티스트
- 핸슨 클라크 – 미시간주 제13선거구 미국 하원의원 (2011–2013)
- 하산 M. 엘라히 – 학제적 미디어 아티스트
- 임란 칸 – 기술 투자자 및 기업가. 스냅 Inc.의 최고 전략 책임자, 알리바바 그룹 IPO 주도, 스냅 IPO 주도
- 이끄발 콰디르 – 방글라데시 최대 이동통신사 그라민폰 설립자; MIT 레가툼 센터 책임자
- 제이 울프 – 전자 음악 프로듀서
- 자베드 카림 – 유튜브 공동 설립자, 페이팔 핵심 부분 설계
- 줌파 라히리 - 작가; 퓰리처상 수상 경력의 저명한 소설가
- 카말 콰디르 – 기업가; 방글라데시의 두 핵심 기술 기업인 셀바자르 및 비캐시 설립자
- 마끄수둘 알람 (2014년 사망) – 하와이 대학교 과학자 및 교수
- 마르자나 초두리 – 모델, 자선가, 미스 방글라데시 USA 미인대회 우승자
- M. 오스만 시디키 – 전 미국 대사
- M. 자히드 하산 – 양자 물리학 분야의 획기적인 발견으로 유명한 프린스턴 대학교 양자 물리학 과학자 겸 교수. 미국 예술 과학 아카데미 회원.
- 미르 마숨 알리 – 볼 주립 대학교 조지 앤 프랜시스 볼 통계학 석좌 교수
- 모함마드 아타울 카림 – 전기 공학자
- 모니카 유누스 – 방글라데시계 러시아계 미국인 오페라 소프라노
- 나임 모하이멘 – 학자, 영화 제작자, 작가, 시각 예술가
- 오마르 이시락 – 기업 경영자, 인텔 및 메드트로닉 회장
- 팔바샤 시디키 – 가수
- 라핫 호사인 – 매직오브라핫으로 알려진 유튜버
- 라이스 부히얀 – 총격 생존자 및 활동가
- 레이한 살람 – 보수적인 미국 정치 평론가; '아메리칸 신' 블로그 운영자; '디 애틀랜틱 먼슬리' 편집자
- 살만 칸 – 비영리 교육 단체 칸 아카데미 설립자
- 사이프 아흐마드 – 월드 시리즈 오브 포커 우승자
- 세잔 마흐무드 – 수상 경력의 소설가
- 시키 – 가수, 인더스트리얼 밴드 안드로이드 러스트의 작곡가
- 쇼미 팟와리 – 디자이너 및 뮤직 비디오 감독
- 슈보 로이 – 인공 신장, 의료 MEMS 공동 발명가, 과학자, 공학자
- 수마야 카지 – 수마지 설립자, 비즈니스위크 선정 미국 최고의 젊은 기업가 중 한 명

## 같이 보기
- 방글라데시 디아스포라
- 벵골계 미국인
- 리틀 방글라데시 (로스앤젤레스)
- 미국-방글라데시 관계

## 추가 문헌
- Bald, Vivak. Bengali Harlem and the Lost Histories of South Asian America (Harvard University Press, 2013).
- Baluja, Kagri Glagstad. Gender Roles at Home and Abroad: The Adaptation of Bangladeshi Immigrants (LFB Scholarly Publications, 2003).
- Harris, Michael S. "Bangladeshis," in American Immigrant Cultures: Builders of a Nation, edited by David Levinson and Melvin Ember. (Macmillan Reference, 1997).
- Jones, J. Sydney. "Bangladeshi Americans." in Gale Encyclopedia of Multicultural America, edited by Thomas Riggs, (3rd ed., vol. 1, Gale, 2014), pp. 221–235. online